# Parábola de la moneda perdida

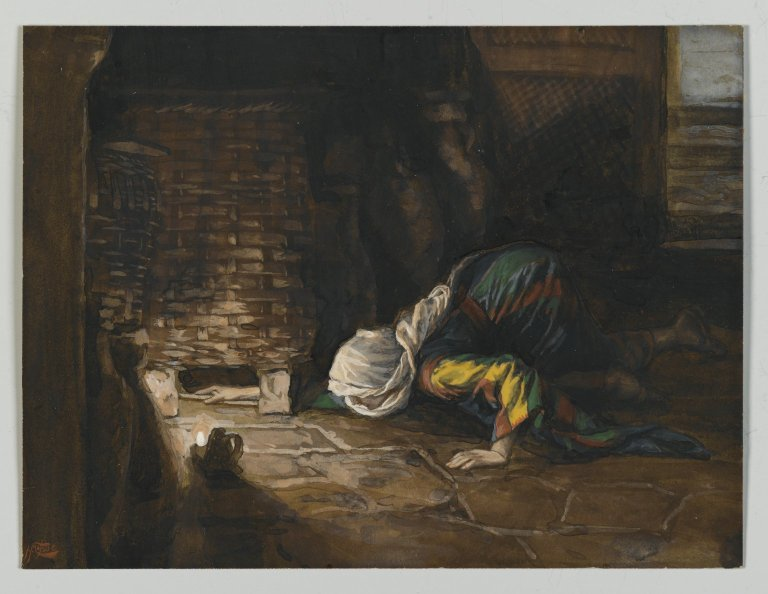
La dracma perdida (ca. 1886-1894), obra de James Tissot que se conserva en el Museo Brooklyn de Nueva York. En esta acuarela, una mujer busca de rodillas y a la luz de una lámpara de aceite la moneda que se le extravió.

La parábola de la moneda perdida, también conocida como parábola de la dracma perdida, es una comparación (mashal) del Nuevo Testamento que se encuentra únicamente en el Evangelio de Lucas (15, 8-10). El autor presenta el relato en labios de Jesús de Nazaret, junto con la parábola de la oveja perdida y la del hijo pródigo, como respuesta a la murmuración indignada de los fariseos y escribas, quienes cuestionaban la conducta de Jesús de recibir a los pecadores y admitirlos a su mesa. El conjunto de las tres parábolas recibe la denominación tradicional de parábolas de la misericordia —o parábolas de la alegría—, ya que caracterizan la figura y el mensaje misericordioso de Jesús de Nazaret tal como lo muestra el evangelista Lucas. Llegó a considerárselas «el corazón del tercer evangelio».
Esta parábola —o, según la definición de Bultmann, «semejanza»— es una narración breve que describe vivamente el interés manifestado por una mujer que al perder una de sus diez dracmas —moneda considerada de escaso valor—, la busca afanosamente, y la alegría que siente al hallarla. En el cristianismo, la parábola es figura de la actitud de Dios Padre hacia cada pecador: lo busca cuidadosamente, y se alegra cuando encuentra lo que se consideraba perdido.

[…] la parábola de la moneda perdida […] describe con vivos colores el interés de una persona cuando pierde algo que un tercero podría juzgar relativamente insignificante, así como su correspondiente gozo cuando lo encuentra. […] las parábolas se refieren al extraño interés (así lo estimaban algunos) que Jesús mostraba por las clases deprimidas de la comunidad judía. Y posiblemente por algunos habitantes de Galilea que no eran judíos. […] El reino de Dios ha llegado en el ministerio de Jesús, y uno de los rasgos de esa llegada era este inédito interés por lo «perdido».
Charles Harold Dodd

## La parábola
La parábola de la moneda perdida se presenta únicamente en el Evangelio de Lucas. Existen papiros y códices de los tiempos del cristianismo primitivo que contienen la parábola, entre los que destaca el Papiro 75, el más antiguo que la incluye, datado de 175-225 y catalogado según la clasificación de Aland y Aland en la Categoría I. El texto de la parábola es el siguiente:

«O, ¿qué mujer que tiene diez dracmas, si pierde una, no enciende una lámpara y barre la casa y busca cuidadosamente hasta que la encuentra?  Y cuando la encuentra, convoca a las amigas y vecinas, y dice: “Alegraos conmigo, porque he hallado la dracma que había perdido.”  Del mismo modo, os digo, se produce alegría ante los ángeles de Dios por un solo pecador que se convierta.»
Evangelio de Lucas 15, 8-10
Traducción de la Biblia de Jerusalén

## Origen y significado
Joseph A. Fitzmyer consideró que Lucas pudo tomar la parábola de la moneda perdida de la fuente L, antecedente hipotético del Evangelio de Lucas —quizá una colección oral o un conjunto de notas— que habría contenido muchas de las parábolas propias del tercer evangelio, y que se habría caracterizado por sus notas de misericordia y de aliento hacia los más sencillos.
La parábola conforma junto con la parábola de la oveja perdida lo que los especialistas denominan una «parábola doble», ya que las dos muestran una idea similar con distintas imágenes. Además destaca que el personaje central es femenino, algo característico del evangelista Lucas. Con ella se representa a Dios Padre o, por extensión, al propio Jesucristo.

### La pobreza de la mujer
La pobreza de la mujer se evidencia a través de los pocos datos suministrados en el relato y analizados por los especialistas. La mujer «enciende una luz», no necesariamente porque sea de noche, sino porque las casas pobres carecían de ventanas y la escasa luminosidad podría llegar a través de una puerta baja. La mujer «barre» la casa, probablemente con una hoja de palma, porque el suelo es rocoso o de tierra apisonada y, al barrer, podría escucharse el sonido de la moneda en la oscuridad. Las diez dracmas que tiene son una posesión modesta, lo que explicaría su interés por hallar la moneda perdida.
En efecto, la antigua «dracma ática» era una moneda de plata, cuyo valor equivalía a un cuarto de siclo, patrón plata, moneda de circulación corriente en Palestina (cf. Flavio Josefo, Antigüedades judías III, 8, 2, n. 195). Equivalía aproximadamente al salario de un día de trabajo. Los soldados rasos del ejército de Herodes el Grande  cobraban ciento cincuenta dracmas (cf. Flavio Josefo, La guerra de los judíos I, 16, 3, n. 308). Durante el mandato de Nerón, en el marco de una economía caracterizada por la inflación, se devaluó el peso del denario que además sustituyó la dracma. Cuando la parábola se escribió, diez dracmas no era una suma importante de dinero. En el Nuevo Testamento solamente se emplea la palabra «dracma» en este pasaje.

### La memoria de la mujer

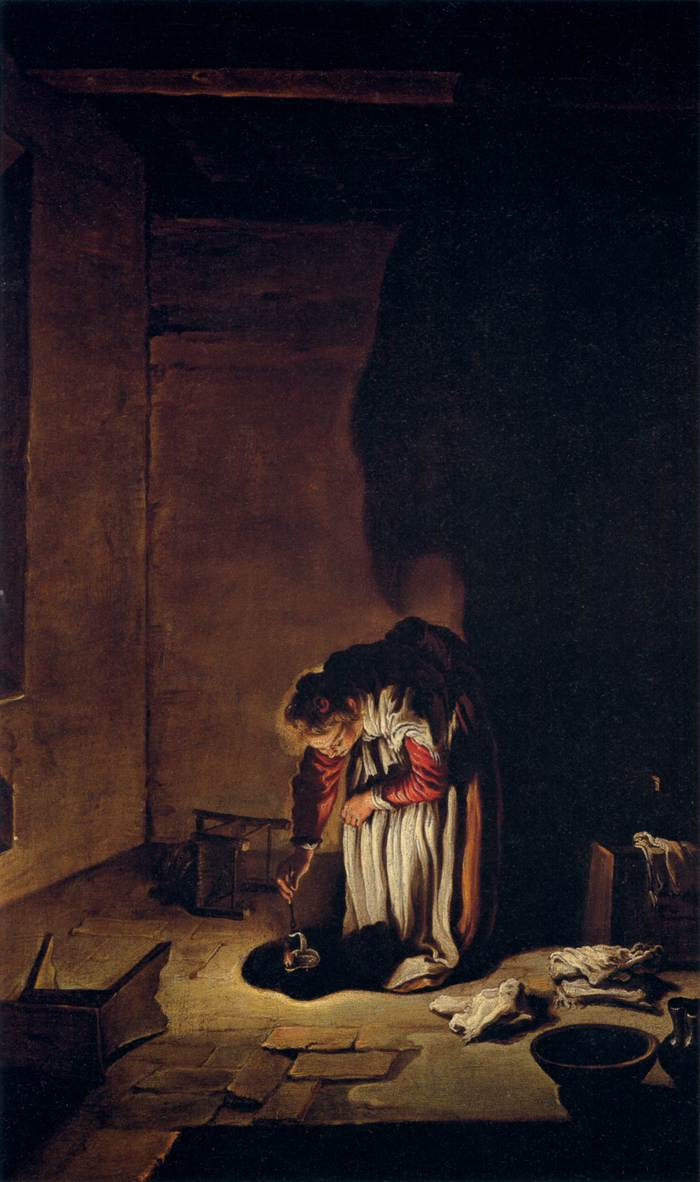
Parábola de la dracma perdida (ca. 1618), obra del pintor italiano Domenico Fetti. Gemäldegalerie, Dresde.

Fue san Agustín de Hipona en su obra Confesiones quien destacó el aspecto de la memoria de la mujer de la parábola de la moneda perdida, como forma de remarcar la memoria de Dios sobre cada hombre. Llamó la atención de san Agustín que entre la cantidad de cosas que alberga la memoria se incluye el olvido: es posible recordar que se ha olvidado, el olvido no es lo contrario de la memoria sino uno de sus elementos. Según san Agustín, si la mujer no tuviera memoria, no podría reconocer la moneda. La mujer puede aspirar a recuperar la moneda porque puede reconocerla.

Había perdido la mujer su dracma y la buscó con la candela, y si no hubiese recordado no la hubiese encontrado. Y así, después de haberla encontrado, ¿cómo hubiera sabido si era o no esa misma, si no hubiese guardado recuerdo de ella?
Confesiones, Libro x, capítulo xviii

La reflexión de san Agustín culmina en una oración con matiz marcadamente autobiográfico en la que liga la memoria con la misericordia de Dios. Con ella se inicia el libro xiii de sus Confesiones:

Te invoco a ti, Dios mío, misericordia mía, que me has hecho y no te has olvidado de quien se olvidó de ti.
Confesiones, Libro xiii, capítulo i 

### La insistencia de la mujer
Al igual que sucede con el pastor en la parábola de la oveja perdida, aquí es la mujer la que toma la iniciativa y las acciones para encontrar la moneda: enciende la lámpara, barre la casa, busca con cuidado. Como sucedía con la oveja extraviada, la moneda —que simboliza al pecador— no hace nada para ser encontrada. Por esa razón, ni la oveja ni la moneda tienen posibilidad de recuperación por sí mismos.
El texto señala que la mujer «busca cuidadosamente», con lo que enfatiza que la búsqueda es intensa, solícita, concienzuda. En la parábola de la oveja perdida no hay un vocablo correspondiente a este adverbio. Pero en ambos textos se expresan el ahínco y la perseverancia, prácticamente en los mismos términos: «hasta que la encuentra». La psicología de la mujer es la misma que la del pastor en la parábola de la oveja perdida.

### La alegría de la mujer
El pasaje del Evangelio de Lucas especifica que la mujer se dispone rápidamente a compartir su alegría.
La alegría es la nota clave de esta parábola, al igual que la de la parábola de la oveja perdida y la del hijo pródigo que la acompañan. En la bula Misericordiae Vultus con la que se convocó el Jubileo extraordinario de la misericordia, el papa Francisco hizo referencia a la alegría como aspecto fundamental de la parábola de la moneda perdida:

En las parábolas dedicadas a la misericordia, Jesús revela la naturaleza de Dios como la de un Padre que jamás se da por vencido hasta tanto no haya disuelto el pecado y superado el rechazo con la compasión y la misericordia. Conocemos estas parábolas; tres en particular: la de la oveja perdida y de la moneda extraviada, y la del padre y los dos hijos (cfr Lc 15,1-32). En estas parábolas, Dios es presentado siempre lleno de alegría, sobre todo cuando perdona. En ellas encontramos el núcleo del Evangelio y de nuestra fe, porque la misericordia se muestra como la fuerza que todo vence, que llena de amor el corazón y que consuela con el perdón.
Francisco, Misericordiae Vultus, 9

José María Cabodevilla enfatiza aún más los alcances interpretativos de las parábolas de la misericordia, en particular la de la oveja perdida y la de la moneda perdida. 

El capítulo 15 de Lucas, entero, trata de la misericordia del Señor. […] Tres parábolas acerca del perdón. Aunque, a decir verdad, las dos primeras parábolas, mejor que la misericordia, presentan en primer plano otra cosa distinta. Se nos habla en ellas de una oveja extraviada y de una dracma perdida. Si en algún sentido un animal que se descarría puede ser capaz de culpa y perdón, nada de esto es posible pensar acerca de una moneda que ha ido a parar bajo la cama. Hay algo, pues, en este par de parábolas que es más evidente que la misma clemencia de Dios, más visible, quizá también más impresionante: la alegría de Dios.
José María Cabodevilla

## Representaciones en el arte
En su obra Parábola de la dracma perdida (óleo sobre tabla de 75 × 44 cm, ca. 1618; ver imagen en este artículo), Domenico Fetti representó a la mujer pobre de la parábola del evangelio habiendo revuelto todos sus enseres en su búsqueda de la moneda perdida, acompañada por el parpadeo de la débil luz de una lámpara de aceite. Las gigantescas sombras sin forma que genera la llama de la lámpara parecen expresar la dimensión de su búsqueda, una metáfora de la ferviente y sincera preocupación por el pecador extraviado descrita por Jesús de Nazaret. La obra pone de manifiesto la influencia de Caravaggio, tanto en el manejo drástico de la oscuridad en el claroscuro como en el carácter realista de la escena, todo lo cual otorga cierto dramatismo a la representación de la parábola bíblica.